# Ole Jensen
Ole Jensen, född 1958 i Ejsing socken i Holstebro kommun i Danmark, är en dansk keramiker och formgivare.
Ole Jensen växte upp på landsbygden i Jylland, där hans far hade en bensinstation och bilverkstad. Han utbildade sig först också till bilmekaniker. Han utbildade sig därefter på keramiklinjen på Designskolen Kolding i Kolding 1981–1985. Han arbetade för Bing & Gröndahl, samtidigt som han studerade på Det Kongelige Danske Kunstakademi i Köpenhamn 1985–1989. Han hade sin första separatutställning av keramik på Bing & Grøndahl i Köpenhamn 1987.
Han var projektledare på Kunstakademiets Designskole i Köpenhamn 1992–1999. Han arbetade till en början med keramik, men har sedan utvidgat materialområdet.
Han fick Thorvald Bindesbøllmedaljen 2004 och Torsten och Wanja Söderbergs pris 2006.